# Spyro 2: Season of Flame
Spyro 2: Season of Flame (o più semplicemente Spyro: Season of Flame) è un videogioco a piattaforme per Game Boy Advance della serie Spyro the Dragon, sviluppato da Digital Eclipse e pubblicato da Universal Interactive Studios. È stato pubblicato in Nord America il 25 settembre e in Europa il 3 ottobre 2002. A differenza dell'originale, non è stato commercializzato in Giappone.

## Trama
Dopo gli eventi di Spyro: Season of Ice, Spyro, Sparx, Bianca e Hunter tornano dalle vacanze. Tuttavia, al ritorno, scoprono che, incredibilmente, la temperatura nel Regno dei Draghi si è notevolmente abbassata, e come se non bastasse, il potere dei draghi di sputare fiamme è stato misteriosamente sostituito con un soffio di gelo. Ciò, a causa del fatto che qualcuno ha rubato le diverse lucciole che permettono di sputare fuoco, probabilmente Ripto.
Spyro si ritrova quindi un'altra volta costretto a partire per un lungo viaggio che lo porterà a recuperare gli oggetti rubati. Ma contro di lui ci saranno tutti gli scagnozzi del mago malvagio e i suoi due bracci destri, Crush e Gulp, oltre a Ripto stesso.